# Static Shock
Super Choque é uma série animada produzida pela Warner Bros. Television, tendo estreado em 23 de setembro de 2000 no canal estadunidense The WB, no bloco dedicado à animações infantis. Foi exibida por quatro temporadas num total de 52 episódios. No Brasil, foi exibido pelo SBT no programa Bom Dia & Companhia e pelo canal Cartoon Network Brasil. Atualmente, é exibida pelo Tooncast de segunda a sexta às 18h30.
O cenário e a base para os personagens foram inspiradas no personagem Super Choque e muitos episódios da série adaptam elementos dos quadrinhos, incluindo outras séries da Milestone Comics, como Blood Syndicate, de onde surgiu a inspiração para diversos dos "Bang Babies". Um dos vilões da série, Edwin Alva, foi baseado num personagem da série Hardware, enquanto o Centro Comunitário Freeman tem seu nome inspirado num dos personagens principais do título Icon.
Dwayne McDuffie, fundador da Milestone e cocriador do Super Choque, manteve o controle de criação durante toda a série, chegando a escrever diversos episódios. No início, de forma similar aos quadrinhos originais, a série se apresenta fora do Universo DC, com personagens como Superman tratados como meramente fictícios. Entretanto, na segunda temporada, a série começa a exibir crossovers com personagens de séries animadas da DC, incluindo The New Batman Adventures, Batman do Futuro e Liga da Justiça. Uma versão envelhecida do personagem viria inclusive a aparecer num episódio em duas partes da série Justice da Justiça Sem Limites.

## Personagens

### A família Hawkins
- Virgil Ovid Aldecort Hawkins (Super Choque) é um estudante afro-americano esperto, atlético e bem-humorado do Colégio Dakota Union. Na explosão acidental conhecida como "Big Bang", ele é exposto a um gás desconhecido e ganha superpoderes eletrostáticos, tornando-se um super-herói. Virgil odeia armas de fogo, já que, cinco anos atrás, sua mãe foi assassinada por uma bala perdida durante um tiroteio de gangues.
- Richard "Richie" Osgood Foley (Gear) é o melhor amigo de Virgil. Richie também é afetado pelo gás do Big Bang e manifesta inteligência sobre-humana no decorrer da segunda temporada. Ele ajuda o Super Choque a combater os meta-humanos com a ajuda de seus Zap-caps e sua sofisticada mochila.
- Robert Hawkins é o pai de Virgil e diretor do Centro Comunitário Homem Livre. Além disso, é fã do super-herói Soul Power e foi jogador de futebol americano no colégio e professor do jogador de basquetebol Shaquille O'Neal. Robert é rígido, mas bondoso e bastante compreensivo. Ele desconhece a identidade secreta de seu filho por quase toda a série.
- Sharon Hawkins é a irmã mais velha de Virgil e conselheira de jovens no Centro Comunitário Homem Livre. Durante um tempo, Sharon namora Adam Evans, o Homem-Elástico. Ao contrário de seu pai, Sharon não chega a descobrir que seu Virgil e Richie são super-heróis, apesar de que, no episódio "Ato entre irmãos", chega a desconfiar que seu irmão é o Super Choque, porém ele consegue enganá-la com a ajuda de Mirage, uma meta-humana com habilidades de ilusão.
- Jeanie Hawkins é a mãe de Sharon e Virgil. Era uma paramédica determinada que lutava contra tudo para ajudar quem precisasse, mas, um dia, ela adentrou os Tumultos de Dakota, onde acabou morta por uma bala perdida no coração. Jean só aparece em flashbacks ao longo da série. Virgil é o que menos conviveu com ela e sofre com isso. Em uma viagem no tempo, Jean Hawkins descobre que seu filho vira um super-herói.
- Trina Jessup é a nova namorada de Robert Hawkins e uma policial dedicada tanto à lei quanto à sua nova família. Virgil simpatiza com Trina, embora Sharon inicialmente relute para aceitar conviver com ela.

### Super-heróis e aliados
| Personagem       | Poderes |
| ---------------- | --- |
| Gear             | - Seu intelecto superior possibilita a criação de aparelhos modernos e poderosos. |
| Homem-Elástico   | - Seus membros podem se esticar e seu corpo pode se transformar em uma antena, um aspirador, uma bola, uma lata de lixo, poltrona e muito mais.                                                                                 |
| She-Bang         | - Pode levantar objetos mais pesados que ela e possui equilíbrio sobre-humano, sendo capaz de desviar de balas, dar saltos enormes, girar no ar e correr em grande velocidade. Além disso, tem excelentes habilidades marciais. |
| Anansi, a Aranha | - Pode alterar as percepções dos outros, criando imagens e sons falsos para enganar os cinco sentidos. |
| Soul Power       | - Pode gerar ou absorver campos de eletricidade com certas funções magnéticas, podendo repelir, atrair, levitar ou manipular qualquer objeto metálico.                                                                          |
| Kellie Reginalds | - Pode criar ilusões através da manipulação de luzes. |
| Time-Zone        | - Pode parar, acelerar ou desacelerar o tempo e viajar para o passado. |
| D-Struct         | - Sua pele é capaz de emitir diversas luzes coloridas que podem até cegar. |
| Dwayne McCall    | - Pode materealizar qualquer coisa que imaginar. |
| Permafrost       | - Controla e produz gelo. |
| Allie Langford   | - Pode transformar seu próprio corpo em metal. - Possui 10 garras metálicas e retráteis em cada mão. |

### Meta-Raça
Estes são os inimigos do Super Choque.
| Personagem        | Poderes |
| ----------------- | --- |
| Ebon              | - Mimetismo Sombrio: Habilidade de transformar seu próprio corpo em sombra e se juntar a ela. - Umbracinese: Habilidade de controlar as sombras, poder materializada e poder criar portais para outras dimensões.                                                   |
| Madelyn Spaulding | - Telepatia(Perdida): Pode ler pensamentos e projetar imagens mentalmente. - Controle Mental(Perdida): Habilidade de controlar as ações ou o raciocínio dos outros. - Telecinese: É capaz de levitar, quebrar e mover objetos e pessoas somente com a força mental. |
| Talon             | - Grito Super-Sônico: Habilidade de amplificar a voz e gritar tão intensamente que seu grito pode quebrar objetos e ensurdecer pessoas. - Voo: Possui um par de asas que permitem-lhe que voe. - Garras Afiadas: Suas unhas crescem consideravelmente.              |
| Shiv              | - Projeção de Armas: Capacidade de transformar energia de luz em suas mãos para criar diversas armas de batalha como facas, machados e até pequenas armas arremessáveis.                                                                                            |
| Hyde              | - Super-Força: Possui uma força sobre-humana, podendo levantar objetos mais pesados que ele e arrancar objetos que estejam presos com concreto. - Invulnerabilidade: Capacidade de não ser ferido.                                                                  |
| Kangor            | - Crescimento Ósseo: Conhecido como pé grande Kangor possui um exagerado crescimento de massa óssea e muscular de ambas as pernas, fazendo com que seus pés fiquem gigantes.                                                                                        |
| Furão             | - Olfato Aguçado: Capacidade de sentir qualquer cheiro a distâncias extremas, sabendo o cheiro de uma pessoa. |

### Raça Noturna
| Personagem | Poderes |
| ---------- | --- |
| Gale       | - Névoa Negra: Habilidadede de formar um nevoeiro negro, cuja espessura nenhuma luz pode atravessar. |
| Brickhouse | - Metamorfismo Rochoso: Capacidade de transformar seu próprio corpo em uma rocha sólida. - Super-Força: Possui uma força sobre-humana, podendo levantar objetos mais pesados que ela e arrancar objetos que estejam presos com concreto. |
| Tech       | - Super-Inteligência: Possui uma mente bastante superior, podendo criar máquinas e armas modernas e poderosas. |
| Fade       | - Intangibilidade: Pode atravessar coisas sólidas e corpos, além de nada poder atingi-lo. |

### Outrostransformados
| Personagem    | Poderes |
| ------------- | --- |
| Raio de Fogo  | - Pirocinese: Capacidade de controlar a energia cinética dos átomos para gerar, controlar ou absorver fogo pelas mãos. |
| Carmen-Dillo  | - Característica do Tatu: Seu corpo lembra o corpo de um tatu podendo se enrolar e se mover como uma bola. |
| Slipstream    | - Aerocinese: Capacidade de controlar, gerar, ou absorver o elemento ar. Isto inclui produzir rajadas de ventos, aumentar a pressão do ar para esmagar coisas, ou diminuir a resistência do ar podendo se mover mais rapidamente.                |
| Replikon      | - Transmorfismo: Capacidade de assumir a forma de qualquer ser humano ou outra criatura, comum ou sobrenatural. Incluindo ou não capacidade de mimetizar a voz.                                                                                  |
| Rag-Tag       | - Despertar habilidades: Habilidade de conceder habilidades especiais a pessoas comuns temporariamente. |
| Karen Roberts | - Ciberpatia: Habilidade de interceptar, manipular, gerar e compreender transmissões eletrônicas com a mente, sejam de rádio ou digitais, essa habilidade também permite conecta sua mente a internet para manipular todos sistemas eletrônicos. |
| Replay        | - Duplicação: Capacidade de criar clones de si mesmo. |
| Boom          | - Manipulação sonora: Capacidade de fazer mímica e distorcer o ruído, para replicar freqüências, e criar explosões sônicas de proporções devasta que saem de seu peito.                                                                          |
| Áquamaria     | - Hidrocinese: Capacidade de criar e manipular o elemento água. |

### Meta-Raça
- Ivan Evans (Ebon) é o mestre das sombras, o líder da Meta-Raça e o irmão mais velho do Homem-Elástico. Ebon tem confrontado Super Choque juntando transformados para atingir seu objetivo, mas não tem êxito.
- Francis Stone (Raio de Fogo) fazia bullying com Virgil Hawkins, porém adquire pirocinese pelo gás do Big Bang.
- Maria (Aquamaria) — Depois de receber seu poder aquático, ela causa problemas a todo lugar, além de lidar com Super Choque, mas seu poder causa curto-circuito nele. Ela recebe uma proposta do Dr. Todd para ter uma vida normal, mas Francis não gosta da ideia. Super Choque e Gear conseguem lidar com Aquamaria e acabam com sua hidrocinese.
- Teresa (Talon) — Além de voar com suas asas de pássaro, ela pode produzir um chiado ensurdecedor e tem garras afiadas.
- Shiv é outro membro da Meta-Raça e pode transformar luz em armas mortais, geralmente ao redor de seu corpo.
- Kangor possui grandes pés. Ele primeiramente apareceu com Hyde, mas não teve êxito. Ele também se juntou a Meta-Raça.
- Furão possui um grande nariz e um olfato apurado. Ele primeiramente apareceu com Hyde, mas não teve êxito. Ele também se juntou a Meta-Raça.
- Madelyn Spaulding é colega de Virgil e tentava conseguir votos para virar presidente do conselho estudantil. Contudo, ao receber seu poder transformado, ela tenta hipnotizar a cidade, mas não foi capaz de enfrentar o Super Choque. Depois, ela adquire telecinese e começa a libertar a Meta-Raça, se autoproclamando líder, mas tem seus planos frustrados por Super Choque, Gear e She-Bang.
- Onyx e Puff originalmente receberam seus poderes depois de deixarem a escola. Puff pode transformar seu corpo em gás e criar um gás através de sua saliva a ponto de deteriorar madeira e metal, e Onyx é um gigante invulnerável. Eles apareceram primeiramente quando estavam oferecendo a cabeça do Homem-Elástico como recompensa, mas não tiveram êxito depois de se deparar com Super Choque. Super Choque ainda os confrontou depois que retornaram, mas Daisy acaba virando vítima do confronto dos dois, que fez o Super Choque caça-los, até ser acalmado pelo Homem Elástico. Assim eles conseguem deter tanto Onyx quanto Puff. Chegaram a formar um grupo para confrontar Gear e Super Choque, até a Liga da Justiça aparecer e detê-los. Eles também aparecem e sequestram Robert, o pai de Virgil a serviço de Omnara que descobriu o segredo de Virgil.

### Outrostransformados
Estes, embora também sejam meta-humanos, não se enquadram nem como heróis nem como vilões. Super Choque teve uma interação específica com cada um deles.
- Tamara Lawrence (Monster) - voz original: Ariyan A. Johnson (Tamara Lawrence) e Dee Bradley Baker (Monster) - Ela pode se transformar num monstro muito forte, mas seus olhos e ouvidos são sensíveis a luzes e sons intensos. Tamara já foi namorada do ex-presidiário Marcus Reed, e o culpa pelo fato de ela estar nas docas no momento do Big Bang, então ela passou a atacar pessoas ligadas a Marcus para assim incriminá-lo.
- Kellie Reginalds (Mirage) - ela tem o poder da fotocinese, ou seja, pode criar ilusões reais através da manipulação de luzes. Seu irmão mais velho é o também meta-humano Byron Reginalds, o Boom. Eles vivem com sua avó, depois de serem alterados pelo gás do Big Bang, ela ajuda seu irmão a conseguir dinheiro para comprar um lugar melhor para sua avó morar. Em um desses roubos ela fica para trás, depois de Super Choque conversar com ela, eles ficam amigos. Ela até ajuda Virgil a esconder sua identidade secreta.
- Nina Crocker (Time-Zone) - voz original: Rachael MacFarlane - Ela tem o poder de voltar no tempo. Depois da tentativa de Ebon usar seus poderes para o mal, ela decide que seu poder é perigoso demais. Assim ela volta no tempo e impede que sua versão mais nova vá até o local do Big-Bang.
- Derek Barnett (D-Struct) - voz original: Bumper Robinson - Ele ganha a vida como atleta de corridas de curta distância; como meta-humano ele pode gerar energia iônica ao seu redor para protegê-lo de qualquer coisa. Recebeu o nome D-Struct ao ser "convidado" a integrar a Meta-Raça por ordem de Ebon. Persuadido por Super Choque, Derek abandona o crime e torna-se voluntário para testes de cura de meta-humanos.
- Dwayne McCall - voz original: Blayne Barbosda - Um bom garoto que tem um meio-irmão mais velho criminoso e aproveitador, o Aaron Price. Dwayne tem o poder de transformar coisas normais em qualquer coisa, como cachorros em personagens de videogame, água em refrigerante, mas é só temporário, apenas enquanto ele está concentrado no objeto. Aaron descobre que Dwayne é um transformado e utiliza-se dele para cometer roubos, dizendo a seu irmão que não estão fazendo nada de errado. No final Dwayne decide parar de ajudar Aaron em seus crimes.
- Thomas Kim (Tantrum) - voz original: John Cho - Ele é filho de um homem com mania de perfeição e excessivamente exigente para com seu filho. Thomas é uma espécie de "meta-humano inconsciente", ou seja, ele nem sequer sabia que era um transformado. Quando se zangava por causa das exigências de seu pai e perturbações dos colegas de classe ele se transformava no monstruoso Tantrum, criatura musculosa com pele roxa e cabelos alaranjados, super-forte, imune à dor e difícil de controlar (de forma similar ao Dr. Robert Bruce Banner tornando-se o Hulk). Somente quando recebia algum afeto ou compreensão voltava ao normal. Sabendo afinal de seu problema, Thomas resolve se cuidar para viver uma vida menos rígida e mais sociável.
- Maureen Connor (Permafrost) - voz original: Hynden Walch - Ela tem poderes de gelo e neve, podendo criar nevascas e ser imune ao ar frio. Perdeu sua mãe há pouco tempo e sendo órfã e sem lugar para viver, Maureen é uma adolescente amarga e triste. Acaba ajudada pelo Super Choque e compreende o verdadeiro significado da amizade.
- Allie Langford (Garras/Nails) - ela tem seu corpo totalmente revestido em aço maciço. O nome "Nails" vem de suas garras feitas do mesmo aço - tais garras podem rasgar e cortar qualquer coisa e serem disparadas como projéteis mortais. Allie é na verdade uma boa garota, mas acabou se juntando a Harlequina e a Hera Venenosa (inimigas do Batman) para cometer crimes para elas e após ser enganada e traída por elas, Allie ajuda o Homem-Morcego e o Super Choque a capturá-las. Com um tratamento financiado pelas Indústrias Wayne, Allie consegue controlar seu poder e volta a viver normalmente com seus pais.
- Dule Jones - ele é também um meta-humano como Troy Claudes (o Corrente) e ambos possuem poderes similares. Mas enquanto Troy permaneceu no crime, Dule desistiu da vida bandida para se tornar profissional do futebol americano - e diferentemente dos tentáculos metálicos fixos nas costas de Corrente, os que havia nas costas de Dule eram retráteis e portanto ele podia esconder o fato de ser um transformado. Corrente passou então a chantagear Dule para extorquir-lhe dinheiro e tentar forçá-lo a voltar à vida de crimes em troca de não revelar seu segredo. Mas Dule, revela a todos que é um meta-humano e assim conta com a ajuda de Super Choque, Gear e o time inteiro de futebol para livrar-se do perverso Corrente e assim retomar sua vida esportiva.

### A Raça Noturna
Eles são alguns dos meta-humanos que foram transformados no Big Bang, mas além de terem super poderes eles não suportam fontes de luz forte, como o Sol, que podem até transformá-los em cinzas. Então eles se escondem nos esgotos e outros lugares escuros, quando tentam buscar ajuda na noite todos se assustam e fogem com medo deles, obrigados a viver no escuro e dependendo de roubos para sobreviverem. Seus integrantes são:
- Nightingale/Gale - voz original: Colleen O'Shaughnessey - É uma jovem capaz de formar um nevoeiro negro chamado matéria escura, cuja espessura nenhuma luz pode atravessar. Aparentemente é a líder da Raça Noturna.
- Brickhouse - voz original: Dawnn Lewis - Ela é a melhor amiga de Gale há vários anos. Com o Big-Bang além de integrar a Raça Noturna sua pele ganhou a aparência de tijolo. Ela é uma mulher alta e extremamente forte - tanto que o nome "brick" ("tijolo" em inglês) provém de sua mutação.
- Técnico/Tech - voz original: Freddy Rodriguez - O cérebro da Raça Noturna. Quando Ebon os conhece, convence o Técnico a construir uma máquina para envolver toda a cidade em matéria escura. Depois do plano do Ebon falhar ele decide trabalhar em uma cura para a Raça Noturna.
- Fade - voz original: Freddy Rodriguez - Tem o poder da intangibilidade física, ou seja, ele pode atravessar coisas sólidas como um fantasma.

### Personagens auxiliares
- Shelly Sandoval - repórter de TV, frequentemente encarregada de cobrir e divulgar as notícias sobre os eventos mais importantes de Dakota, bem como os atos heroicos e vilanias.
- Edwin Alva - o mais poderoso empresário de Dakota. Arrogante, intempestivo, ganancioso, desumano e insensível, Alva é normalmente visto fazendo alianças com governantes corruptos e figurões obscuros para assim ampliar seu domínio sobre as finanças de Dakota. Não tem qualquer consideração para com a vida alheia, mesmo com seu único filho Alva Jr. Ele depois se redime depois quando o próprio tenta salvar seu filho depois de virar pedra pelo seu próprio poder contra ele mesmo, mas acaba sendo salvo por Super Choque e Francis Raio de Fogo na terceira temporada.
- Dra. Karen Roberts (Omnara) - Ela era uma funcionária de Alva e estava encabeçada a descobrir a real identidade do Super Choque, até ser demitida. Ela contrata Onyx e Puff para sequestrar Robert, o pai de Virgil. Ela depois atrai o Super Choque e o chantageia para pegar o que precisa para criar um vírus para afetar os computadores, como é o caso da mochila de Gear que é computadorizada. Através da dica do Super Choque, Gear cria um antivírus, que foi capaz de parar o vírus de Omnara o qual ela acabou se fundindo ao vírus a deixando num estado catatônico.
- Daisy Watkins - ela e Virgil se conheceram no Colégio Vanmoor para Gênios na ocasião em que Virgil foi aceito para estudar lá. Eles se tornam amigos e ela até "vai junto" com Virgil quando este resolve voltar para o colégio público Dakota Union. Pode-se dizer que com o passar do tempo eles desenvolvem um laço que simboliza mais que apenas amizade.
- Frieda Goren - a melhor amiga de Daisy, Virgil e Richie. É uma garota alegre, energética e ligada em fofocas e eventos ao redor de Dakota. Ela faz pequenos bicos no Centro Comunitário Homem Livre.
- Jimmy Osgood - um garoto tipo "nerd", que sempre foi atormentado por Nick Connors, o valentão da escola. Até que quando chega ao limite de sua paciência, Jimmy pega a arma de seu pai para matar Nick, mas acaba atirando na perna de Richie. Dessa forma o desenho retratou o sério problema de se portar armas.
- Adam Evans (Homem Elástico) - Ele apareceu pela primeira vez quando perseguiu um oportunista que roubou a sua música, tal conflito que se encontrou com Super Choque, mas Super Choque pega o oportunista e o Homem Elástico, que queria se vingar. Depois de sair da cadeia, ele tenta ficar com a Sharon, irmã de Virgil, mas depois é descoberto. Sharon convence Adam a se entregar para se tornar uma nova pessoa, sem cometer crimes. Depois de se redimir, ele ajuda Super Choque na luta contra o crime, mas ainda tem de lidar com atrito com seu irmão Ivan, que tentou incriminá-lo, até o próprio inocentá-lo. Depois Adam decide ter um relacionamento com Sharon, como também ser cantor e combate ao crime auxiliando Super Choque.
- Specs e Trapper - Eles faziam parte da escola Vanmoor em que Daisy estudava. Tinham um projeto para criar um olho eletrônico para caçar o Super Choque, mas graças a Daisy e outros alunos da escola, acabou não dando muito certo. Eles retornam como funcionários de Alva e este tentava salvar o filho, mas eles usam os aparatos de Alva para caçar o Super Choque, além de sequestrar o Alva Jr.. Eles ativam Tarmack por ganância (tendo reconstruído seu antigo arsenal), e no meio de uma briga com Super Choque, Gear e Homem Elástico, Tarmack foge com o motor de fusão a frio. No final, Super Choque e Gear derrotam Specs e Trapper desativando seus dispositivos, enquanto Homem Elástico subjuga Tarmack e desativa o mecanismo de fusão instável.
- Jonathan Vale e Dolores Vale - casal de cientistas que criou Shanice Vale (She-Bang) através de seu projeto de engenharia genética. Acabaram afeiçoando-se à mesma como sua própria filha.
- Shanice Vale - Garota que ajuda Super Choque e Gear na luta contra os transformados como She-Bang. Ela é bem diferente de outros transformados e aparenta ser tímida. Super Choque depois descobre de sua identidade e tenta salvar de outros agentes que a capturaram. She-Bang depois descobre da identidade dos dois garotos heróis e tentam deter um transformado que absorve tudo, exceto não-metal e usa os pais de Shanice para fazê-lo voltar ao normal. Depois de parar o transformado, os pais de Shanice são salvos. Em sua terceira aparição, ela retorna, mais convencida, assim como Madelyn Spaulding, que os outros fazem a evitarem. Depois de ser capturada pela Meta-Raça, isso a faz perceber o quanto ela quase ia se tornar e usa isso para que seus amigos Super Choque e Gear a vim salvarem da Meta-Raça. Ela depois se desculpa com seus amigos e assim consegue seu lugar para lutar ao lado de Super Choque e Gear como um terceiro membro.
- Lil Romeu - Um garoto fã de Virgil e Gear. Apareceu somente no episódio "Romeu na Briga" com a roupa igual do super choque quando foi sequestrado por Sangue Suga e foi levado para uma cela onde estavam os vilões da série e Virgil faz de tudo para lhe salvar.
- Bernie Rast - Um sujeito que caça talentos, como no caso o Super Choque.
- Bruce Wayne e Tim Drake (Batman e Robin) - Estes vem a Dakota para tentar pegar o Coringa, que antes tinha pegado o Furão, afetado pelo gás do riso. Batman, Robin e Super Choque enfrentam o Coringa que formou sua Meta-Raça e conseguem dar conta. Batman e Super Choque ajudam também Allie Langford, que estava sendo explorada por Harlequina e Era Venenosa.
- Wally West (Flash) - Ele aparece ajudando Super Choque e Gear contra a Meta-Raça, como aquele que deu a mensagem da possível invasão do Brainiarc.
- Shayera Hal (Mulher Gavião) - Ela aparece em um episódio tendo pequenas pontas.
- John Johns (Caçador de Marte) - Ele aparece tendo também uma pequena ponta.
- John Stewart - Ele é um Lanterna Verde que atua com o grupo da Liga para lidar com Brainiarc. Ele retorna a Dakota porque Sinestro roubou seu poder e o usa para cometer crimes, além de usar a imagem de John, mas ele teve ajuda do Super Choque e consegue pegar Sinestro.
- Clark Kent (Superman) - Ele aparece ajudando Super Choque e Gear na luta contra os brinquedos do Homem Brinquedo, que queria sequestrar Daisy para Darcy tomar o lugar dela. Como Darcy tentou trai-lo, depois de assumir a forma de Daisy em uma máquina que ele criou, ela acaba sendo derretida, sofrendo uma punição pelo Homem Brinquedo.
- Terry Mcginnis (Batman do Futuro) - Super Choque o conhece e este compactuou para salvar ele mesmo de outra linha do tempo.
- Anansi - Mágico ilusionista da Africa que ajuda Super Choque a prender Osobo, um criminoso.
- Morris Grant (Soul Power) - Super herói com poderes similares ao do Super Choque da era dourada. Ele vivia num lar de idosos até receber a notícia do Dr. Ameaça que iria voltar. Ele tinha um parceiro Sparky que era o Phillip Rollins, que trabalha com meteorologia. Super Choque odeia ser chamado pelo nome do parceiro de Soul Power. Soul Power, Sparky volta a ativa através de um traje que tinha criado no passado e Super Choque conseguem lidar com Dr. Ameaça e é preso.
- Steve Nash (Centralizador), Yao Ming (Centralizador), Karl Malone (Pulverizador), e Tracy McGrady (Giratório) - São 4 jogadores de basquete que ajudam Super Choque e Gear, que também possuem identidade secreta.
- Dr. Todd - Cientista que trabalhou na cura para remover os poderes dos transformados. Maria (Aquamaria) foi voluntária para participar da experiência, tendo seus poderes removidos, com a ajuda de Super Choque e Gear. Contudo, ele espalha o antídoto para remover os poderes dos transformados, mas a Meta-Raça rouba o gás tentando criar o segundo Big-Bang.

## Poderes e Habilidades
Os superpoderes do Superchoque são totalmente baseados na eletricidade, sendo seu corpo uma poderosa fonte de energia. Assim sendo, ele é capaz não apenas de produzir, mas também de controlar vários tipos de energia, principalmente a energia eletromagnética e a energia eletrostática (apesar dele também ter a capacidade de extrair eletricidade de outras fontes/armazenadores).

### Acessórios
- Disco Statico/Static Disk - Em seus primeiros momentos como herói, Super Choque tinha de improvisar um veículo para se deslocar com rapidez de um local a outro então ele teve a ideia de usar algo de metal propelido por um campo eletromagnético com tampas de latas de lixo e tampões de bueiro, até que Richie resolve criar o Disco Statico, um tipo de disco metálico que se abre e fecha como um leque e pode ser guardado dentro da jaqueta. Energizando-o, o herói pode voar nele.
- Shock-Vox - Um tipo de "walkie-talkie" comunicador que alcança centenas de quilômetros construído por Richie.
- Zap-Caps - Também inventados por Richie, são pequenas esferas com efeitos diversos: podem conter energia elétrica para "recarregar" Super Choque, gerar explosões, reverter energias de outros meta-humanos e assim por diante.
- A Mochila - O principal acessório de Richie (Gear) para combater o crime ao lado do Super Choque. A Mochila, como ele a chama, tem diversos equipamentos, radares e sensores para usos diversos, de captar sinais e leituras de materiais perigosos até voar e agir independente de seu dono. A Mochila tem esse nome porque quando não está em uso vai atachada às costas de Gear.
- Patins a Jato - Gear os utiliza para correr ou voar em alta velocidade e acompanhar o Super Choque. Nem o exército dos EUA poderia criar algo tão bom ou melhor.

## Dublagem
A dublagem brasileira, sob direção de Ettore Zuim, foi feita pela empresa carioca Som De Vera Cruz.
| Personagem                                        | Estados Unidos (original)         | Brasil                                                                                         |
| ------------------------------------------------- | --------------------------------- | ---------------------------------------------------------------------------------------------- |
| Virgil Ovid Hawkins (Super-Choque / Static Shock) | Phil LaMarr                       | Luiz Sérgio Vieira                                                                             |
| Robert Hawkins                                    | Kevin Michael Richardson          | Jorgeh Ramos                                                                                   |
| Sharon Hawkins                                    | Michele Morgan                    | Izabel Lira                                                                                    |
| Jeanie Hawkins                                    | Alfre Woodard                     | Nádia Carvalho (adulta) Rosane Corrêa (jovem)                                                  |
| Trina Jessup                                      | Sheryl Lee Ralph                  | Edna Mayo                                                                                      |
| Richard "Richie" Osgood Foley (Gear)              | Jason Marsden                     | Ronalth Abreu                                                                                  |
| Frieda Goren                                      | Danica McKellar                   | Iara Riça                                                                                      |
| Daisy Watkins                                     | Crystal Scales                    | Ana Lúcia Menezes                                                                              |
| Shanice Vale (She-Bang)                           | Rosslynn Taylor Jordan            | Márcia Morelli                                                                                 |
| Jonathan Vale e Dolores Vale                      | Phil Morris e Mike Tyson          | André Belizar e Vânia Alexandre                                                                |
| Adam Evans (Homem-Elástico / Rubberband Man)      | Kadeem Hardison                   | Marcelo Garcia                                                                                 |
| Morris Grant (Soul Power)                         | Brock Peters                      | Maurício Berger                                                                                |
| Phillip Rollins (Sparky)                          | Rodney Saulsberry                 | José Augusto Sendim                                                                            |
| Anansi                                            | Phil LaMarr                       | Ronaldo Júlio                                                                                  |
| Ivan Evans (Ebon)                                 | Gary Sturgis                      | Francisco José                                                                                 |
| Francis "F-Stop" Stone (Raio de Fogo / Hotstreak) | Danny Cooksey                     | Ettore Zuim                                                                                    |
| Teresa (Talon)                                    | Tia Texada                        | Carla Pompílio                                                                                 |
| Shiv                                              | Brian Tochi                       | Jorge Lucas                                                                                    |
| Kangorr                                           | Kevin Michael Richardson          | Duda Espinoza Luiz Carlos Persy                                                                |
| Carmen-Dillo                                      | Matt Ballard                      | Vânia Alexandre, Alexandre Moreno                                                              |
| Furão / Ferret                                    | Chick Vennera                     | Carlos Marques                                                                                 |
| Hyde                                              | Tone Loc                          |                                                                                                |
| Slipstream                                        | Bumper Robinson                   | Eduardo Dascar                                                                                 |
| Puff                                              | Kimberly Brooks                   | Vânia Alexandre e Christiane Monteiro                                                          |
| Onyx                                              | Kevin Michael Richardson          | Maurício Berger e Ronaldo Júlio                                                                |
| Marvin Roper (Replikon)                           | Coolio                            | Guilherme Briggs                                                                               |
| Acqua-Maria                                       | Erika Velez                       | Élida L'Astorina                                                                               |
| Edwin Alva Jr. (Omnifarious)                      | Matt Ballard                      | Paulo Vignolo(1 temporada) Alexandre Moreno(4 temporada)                                       |
| Madelyn Spaulding (Unipsycho)                     | Kimberly Brooks                   | Guilene Conte                                                                                  |
| Edward Felson (Speedwarp)                         | James Arnold Taylor               | Alexandre Moreno                                                                               |
| Karen Roberts (Omnara)                            | Wendie Malick                     | Tereza Cristina                                                                                |
| Rag-Tag                                           | Richard Libertini                 | Pietro Mário                                                                                   |
| Run e Jump                                        | Philip Tanzini e Kenny Blank      | Pedro Eugênio                                                                                  |
| Specs / Spectral e Trapper / Speedtrapper         | Patton Oswalt e Michael Rosenbaum | Jorge Lucas e José Luiz Barbeito para Specs / Spectral Samir Murad para Trapper / Speedtrapper |
| Sanguessuga / Leech                               | David Arquette                    | Ronaldo Júlio                                                                                  |
| Johnny Morrow (Replay)                            | Neil Patrick Harris               | Samir Murad                                                                                    |
| Allie Langford (Garras / Nails)                   | T'Keyah Crystal Keymáh            | Mabel Cézar                                                                                    |
| Byron Reginalds (Boom)                            | Ricky D'Shon Collins              | Duda Espinoza                                                                                  |
| Kellie Reginalds (Mirage)                         | Gavin Turek                       | Christiane Monteiro                                                                            |
| Brandon Wylers (Star-Burst)                       | David Faustino                    | Phillipe Maia                                                                                  |
| Dr. Valmont Koenig (The Heavyman)                 | Ron Perlman                       | Ronaldo Júlio                                                                                  |
| Dr. Dennis Dhuron (Prof. Ameaça)                  | Terrence Stamp                    | Issac Schneider                                                                                |
| Tarmack                                           | John DiMaggio                     | Ricardo Vooght                                                                                 |
| Troy Claudes (Corrente / Chainlink)               | Bumper Robinson                   | Marco Moreira                                                                                  |
| Osebo                                             | Michael Jai White                 | Ronaldo Júlio                                                                                  |
| Arlequina                                         |                                   | Iara Riça                                                                                      |
| Hera Venenosa                                     |                                   | Vera Miranda                                                                                   |
| Shelly Sandoval                                   | Maria Canals                      | Rosane Corrêa                                                                                  |
| Edwin Alva                                        | Kerrigan Mahan                    | Ayrton Cardoso                                                                                 |
| Detetive Harvey Bullock                           | Robert Costanzo                   | José Santa Cruz                                                                                |
| Rashid 'O Foguete' Randall                        | Michael Clarke Duncan             | Ricardo Telles                                                                                 |
| Yao Ming (Centralizador)                          | Jen Sung                          | Felipe Grinnan                                                                                 |
| Dr Odium                                          | David Ogren Stiers                | Domício Costa                                                                                  |
| Srta. Moore / Darci                               | Nicollette Sheridan               | Edna Mayo                                                                                      |

## Episódios
Primeira temporada
- 01 - "Choque no Sistema"
- 02 - "Depois do Choque"
- 03 - "A Raça"
- 04 - "Debaixo da Terra"
- 05 - "Estão Tocando a Minha Música"
- 06 - "O Novo Garoto"
- 07 - "Brincadeira de Criança"
- 08 - "Filhos dos Pais"
- 09 - "Ventos da Mudança"
- 10 - "Perdendo a Forma"
- 11 - "Júnior"
- 12 - "Replay"
- 13 - "Fúria"

Segunda temporada
- 01 - "As Ligas Profissionais"
- 02 - "Jogo de Poder"
- 03 - "Ato Entre Irmãos"
- 04 - "Super Shaq"
- 05 - "Congelados" (Especial de Natal)
- 06 - "Manchas Solares"
- 07 - "A Namorada do Papai"
- 08 - "Má Elasticidade"
- 09 - "Ataque dos Fantoches Vivos"
- 10 - "Disfarçado"
- 11 - "Jimmy"

Terceira temporada
- 01 - "Garras Metálicas"
- 02 - "Gear"
- 03 - "Super Choque na África"
- 04 - "Shebang"
- 05 - "O Maior Suspeito"
- 06 - "Sua Própria Liga" (parte 1)
- 07 - "Sua Própria Liga" (parte 2)
- 08 - "Hora do Show"
- 09 - "Consequência"
- 10 - "Romeu na Briga"
- 11 - "Problema ao Quadrado"
- 12 - "Brinquedos à Solta"
- 13 - "Armadilha Para os Pais"
- 14 - "Flashback"
- 15 - "Voltando ao Passado"

Quarta temporada
- 01 - "Choque do Futuro"
- 02 - "Ela Voltou"
- 03 - "Fora da África"
- 04 - "Herói Caído"
- 05 - "Exercito das Trevas"
- 06 - "Nenhum Homem é uma Ilha"
- 07 - "Esquadra da Cesta"
- 08 - "Agora Você Vê Ele"
- 09 - "Onde a Borracha Encontra o Asfalto"
- 10 - "Ligado"
- 11 - "Molhada e Feroz"
- 12 - "Sequestrado"
- 13 - "Racionamento de Energia"